# Принцип відповідності
Принцип відповідності — одне з положень копенгагенської інтерпретації квантової механіки, яке вимагає того, щоб при збільшенні розмірів фізичної системи її квантові властивості переходили б у класичні.
Точніше принцип відповідності формулюється як вимога до квантової теорії, щоб вона давала аналогічні класичним результатам при великих значеннях квантових чисел.
Завдяки принципу відповідності класична ньютонівська механіка, несправедлива в мікросвіті, успішно працює в макросвіті. З іншого боку, саме завдяки плавності переходу від законів квантової механіки до законів класичної механіки фізика змогла крок за кроком побудувати нову теорію, виходячи із звичних понять.